# Dellamora
Dellamora là một chi bọ cánh cứng trong họ Mordellidae.
Chi này được miêu tả khoa học năm 1916 bởi Normand.

## Các loài
Chi này gồm các loài:
- Dellamora aesura Ray, 1949
- Dellamora antipodes Ray, 1930
- Dellamora bakeri Ray, 1930
- Dellamora bomora Ray, 1949
- Dellamora curticauda Ray, 1949
- Dellamora epiblema Ray, 1949
- Dellamora gracilicauda (Blair, 1922)
- Dellamora greenwoodi Blair
- Dellamora gregis Ray, 1948
- Dellamora iridescens Ray, 1930
- Dellamora macaria Ray, 1949
- Dellamora maculata Ray, 1930
- Dellamora ochracea Ray, 1930
- Dellamora palposa Normand, 1916
- Dellamora parva Ray, 1949
- Dellamora philippinensis Ray, 1930
- Dellamora pubescens Ray, 1936
- Dellamora samoensis (Blair, 1928)
- Dellamora walteriana Franciscolo, 1990